# Verwaltungsgemeinschaft Wallerstein
Die Verwaltungsgemeinschaft Wallerstein liegt im schwäbischen Landkreis Donau-Ries und wird von folgenden Gemeinden gebildet:
1. Maihingen, 1245 Einwohner, 14,18 km²
2. Marktoffingen, 1288 Einwohner, 13,59 km²
3. Wallerstein, Markt, 3487 Einwohner, 19,44 km²

Sitz der Verwaltungsgemeinschaft ist Wallerstein.